# Jagende Nymphe

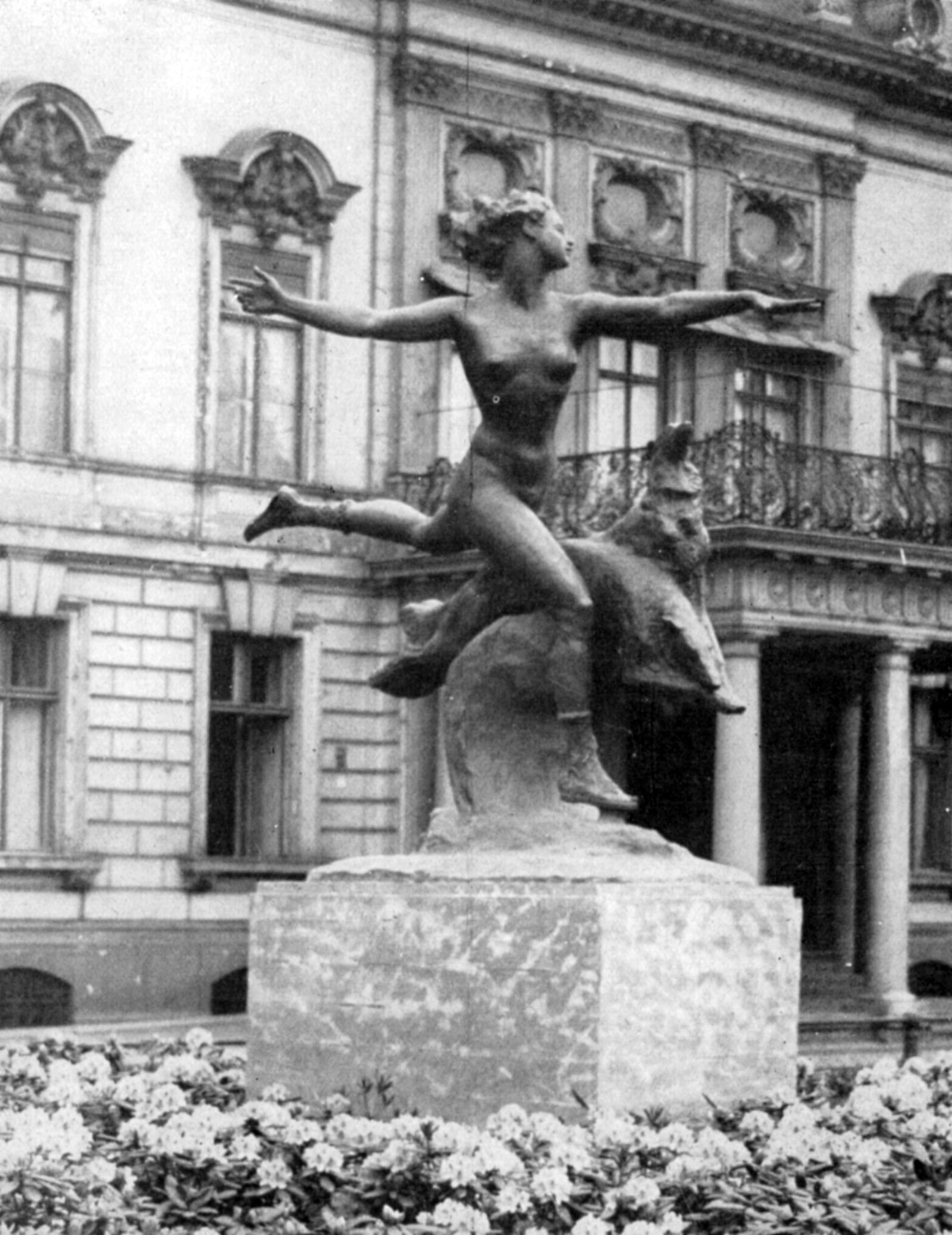
Jagende Nymphe 1929 auf dem Pariser Platz vor der Französischen Botschaft

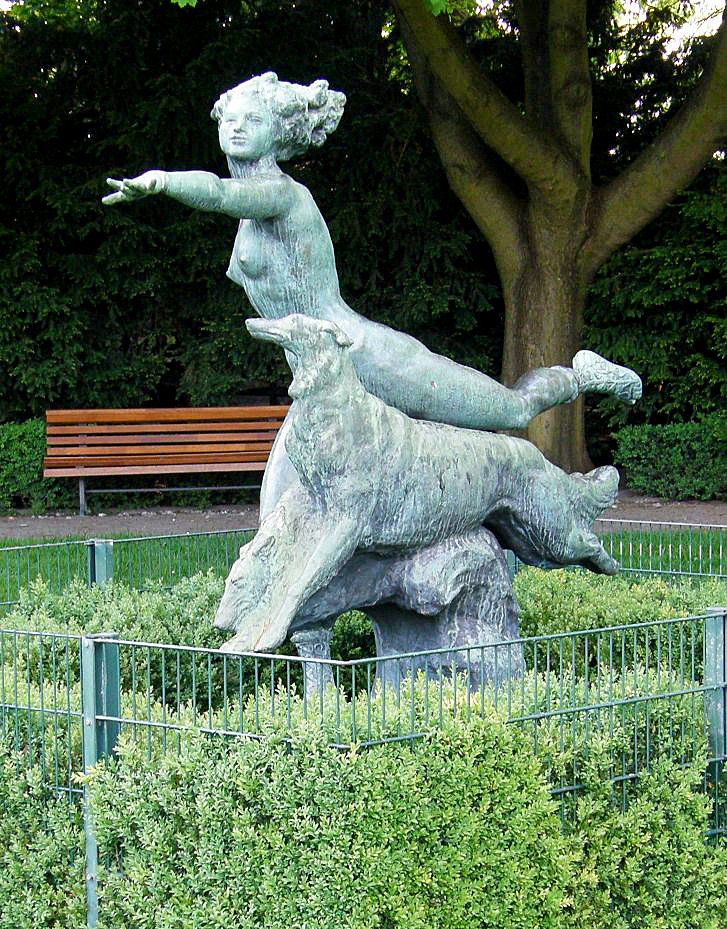
Jagende Nymphe von Walter Schott an ihrem heutigen Standort im Volkspark Humboldthain

Die Skulptur Jagende Nymphe, (heute meist „Diana mit Windhunden“ genannt) ist eine Skulptur im Volkspark Humboldthain im Berliner Ortsteil Gesundbrunnen. Die Skulptur zeigt eine nackte, nur mit wadenhohen Sandalen bekleidete Frau (die Nymphe), die aus vollem Lauf, gerade im Sprung, einen Speer geworfen hat. Begleitet wird sie von zwei Jagdhunden, die sich ebenfalls gerade im Sprung befinden.
Die 1926 von Walter Schott geschaffene Bronzeskulptur ist ohne Sockel etwa 2,50 Meter hoch. Im Rahmen des Gartendenkmals Humboldthain ist sie in der Berliner Denkmalliste explizit erwähnt und steht unter Denkmalschutz.

## Entstehung
Bereits ab den 1890er Jahren arbeitete Schott an den Entwürfen für diese Skulptur. Über viele Jahre schaffte er es jedoch nicht, seine Vorstellungen zu seiner Zufriedenheit umzusetzen. In seiner Autobiografie schrieb er hierzu: „Ich wollte einen ganz bestimmten Moment, nämlich den Sprung im Laufen, darstellen, den ich wohl fühlte, aber in Wirklichkeit nie zu sehen bekommen habe. Leider mußte ich immer wieder erkennen, daß das, was ich mir erträumte, noch lange nicht erfaßt und während der Arbeit mir immer entglitten war.“ Probleme bereitete Schott auch die Kombination der springenden Nymphe und der gleichzeitig springenden Hunde: „Bei dieser Arbeit hatte ich es durch die Beigabe der Hunde besonders schwer. Die Gestalt alleine in Schwung zu bringen, war nicht das schwierigste. Aber sobald die Hunde mit der Figur vereint waren, nahmen sie ein großes Teil der Bewegung fort.“ Über die letztendlich zahllosen Skizzen und Modelle, die im Laufe der Jahre für die Jagende Nymphe entstanden waren, berichtet Schott: „Ich habe zehn überlebensgroße Figuren, mehrere Hundert lebensgroße punktieren lassen und glaube nicht zu übertreiben, wenn ich sage, ich habe tausend Versuche in allen möglichen anderen Größen geschaffen.“ Schließlich gelangte Schott zu einem ihn befriedigenden Ergebnis, und 1926 erhielt er vom Magistrat der Stadt Berlin den Auftrag zur Ausführung der Figurengruppe. Der Guss der Skulptur erfolgte in der Bildgießerei Hermann Noack in Berlin-Friedenau.

## Die Skulptur im öffentlichen Raum
Die 1928 fertiggestellte Plastik wurde im Sommer 1929 auf dem Pariser Platz vor der Französischen Botschaft aufgestellt. Ein Jahr später wurde sie samt einem Travertinsockel auf eine Rasenfläche an der Gustav-Meyer-Allee im Volkspark Humboldthain aufgestellt. Bis 1936 ist die Skulptur dort nachweisbar. Danach wurden in den Berliner Adressbüchern die städtischen freistehenden Bildwerke nicht mehr veröffentlicht. 1953 wurde die Skulptur im neu gestalteten Rosengarten des Humboldthains auf einem niedrigen Sandsteinsockel aufgestellt.
Vom Herbst 1994 bis zum April 1995 wurde die Jagende Nymphe bei der Bildgießerei Hermann Noack restauriert, die die Skulptur bereits fast 70 Jahre zuvor gegossen hatte. 2013 erfolgte eine Reinigung und Freilegung der Metalloberfläche mit anschließender Wachskonservierung.
Schott selbst bezeichnet in seiner Autobiografie die Skulptur ausschließlich als „Jagende Nymphe“ oder „Jagende Nymphe mit zwei Hunden“. Eine Deutung als Diana entstammt somit neuerer Zeit.

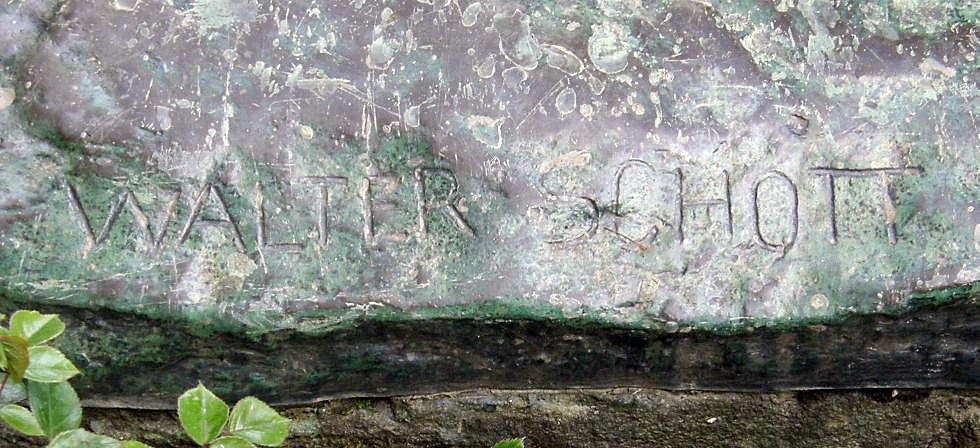
Signatur von Schott auf der Bodenplatte
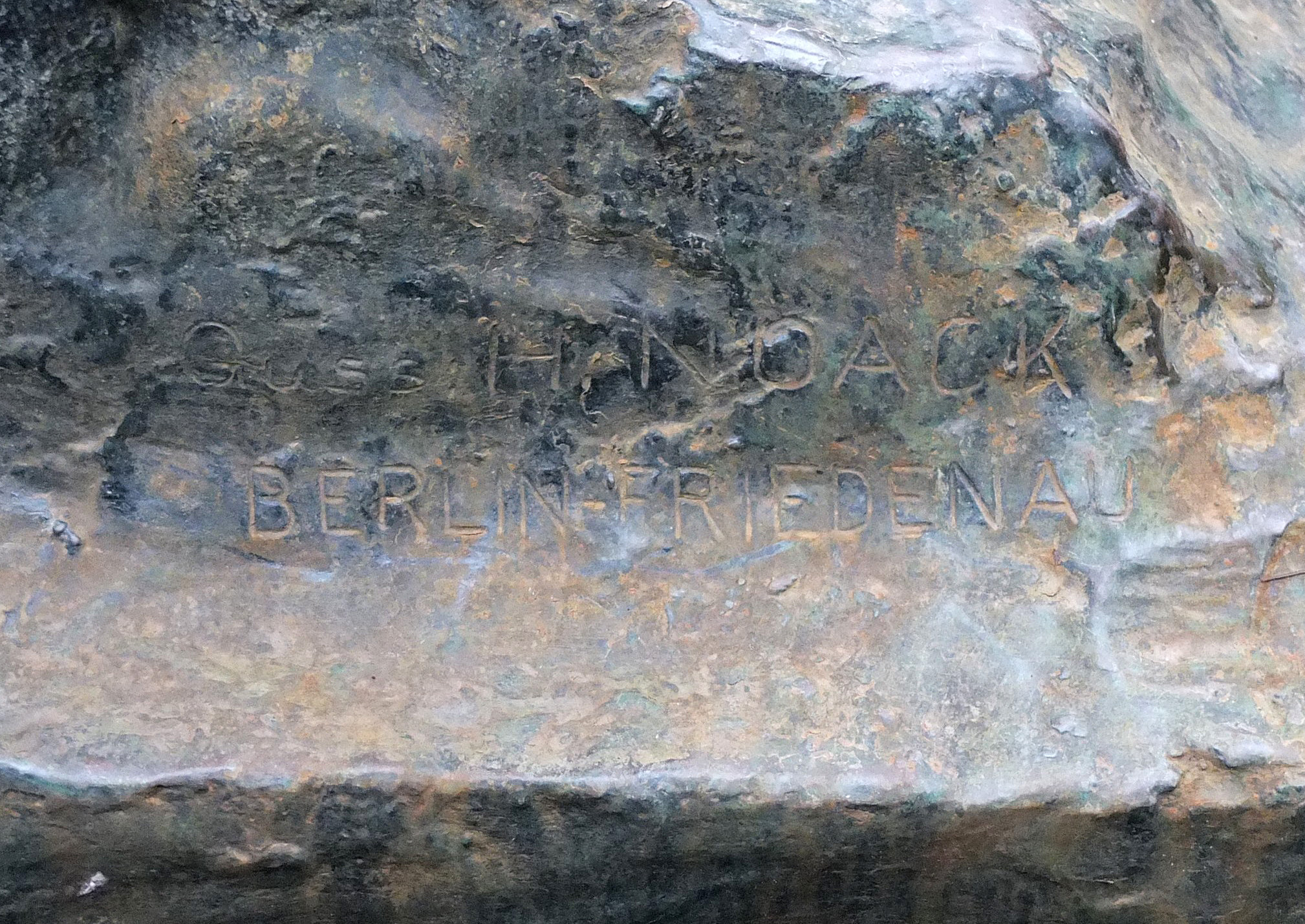
Signatur der Bildgießerei Noack
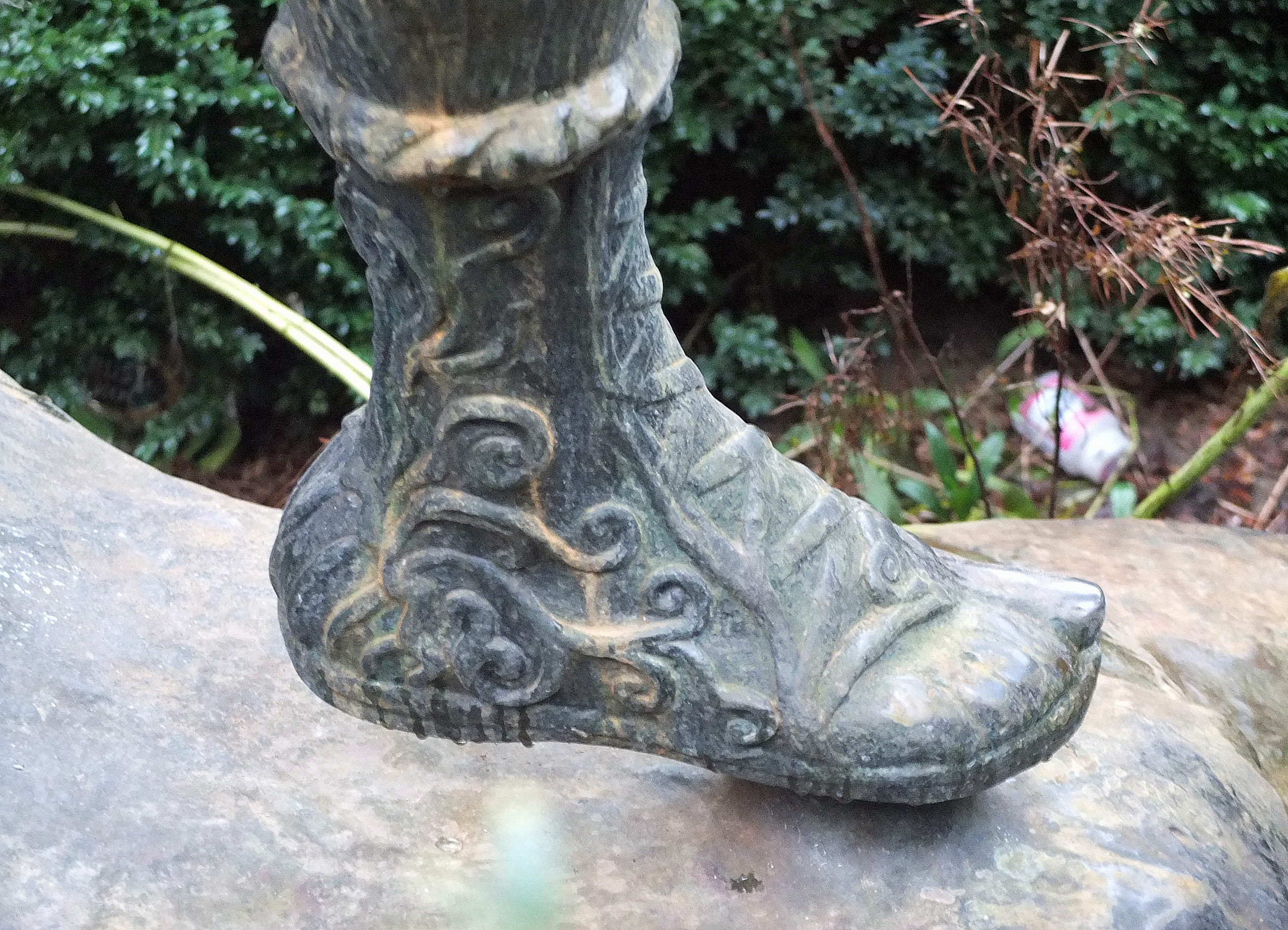
Detail einer Sandale, die florale Formen zeigt.

## Sonstiges
Die Skulptur wurde in ähnlicher Form von Schott auch als gut 50 cm hohe Statuette hergestellt.

## Belege
1. ↑  Walter Schott: Ein Künstler-Leben und gesellschaftliche Erinnerungen aus Kaiserlicher Zeit. Carl Reißner, Dresden 1930, S. 240.
2. 1 2  Stefanie Endlich, Bernd Wurlitzer: Skulpturen und Denkmäler in Berlin. Stapp, Berlin 1990, S. 188.
3. ↑  Diana mit Windhunden, 1926 (Memento vom 19. März 2014 im Webarchiv archive.today) Bildhauerei in Berlin
4. ↑  Eintrag 09046192 in der Berliner Landesdenkmalliste
5. ↑  Walter Schott: Ein Künstler-Leben und gesellschaftliche Erinnerungen aus Kaiserlicher Zeit. Carl Reißner, Dresden 1930, S. 241.
6. ↑  Walter Schott: Ein Künstler-Leben und gesellschaftliche Erinnerungen aus Kaiserlicher Zeit. Carl Reißner, Dresden 1930, S. 243–244.
7. ↑  Walter Schott: Ein Künstler-Leben und gesellschaftliche Erinnerungen aus Kaiserlicher Zeit. Carl Reißner, Dresden 1930, S. 242.
8. ↑  Gisela Schlemmer: Walter Schott (1861–1938): Leben und Werk eines Berliner Bildhauers der Wilhelminischen Zeit. Freie Universität Berlin, Berlin 1994, S. 41.
9. ↑  Die Fahrt. Zeitschrift der Berliner Verkehrs-Aktiengesellschaft, 1. Jg., Nr. 14 (1. August 1929), S. 3.
10. ↑  Berliner städtische Kunstpflege. In: Kunst und Künstler. Illustrierte Monatsschrift für Bildende Kunst, 28. Jahrgang, Heft 3 (März 1930), S. 120 (online).
11. ↑  Städtische freistehende Bildwerke. In: Berliner Adreßbuch, 1935, Teil 3, S. 158.
12. ↑  Diana jagt wieder im Rosengarten. In: Berliner Zeitung, 12. April 1995.
13. ↑  Haber & Brandner Metallrestaurierung, Referenzen: Bronzeplastik "Diana mit Windhunden"
14. ↑  Aktionshaus Auctionata: Walter Schott, Diana mit Windhunden, Bronze, Berlin, 1929 (Memento vom 27. Oktober 2016 im Webarchiv archive.today)